# Mike van der Hoorn
Mike Adrianus Wilhelmus van der Hoorn (Almere, Hollandia, 1992. október 15. –) holland labdarúgó, az Utrecht játékosa kölcsönben az Arminia Bielefeld csapatától.

## Pályafutása

### FC Utrecht
Van der Hoorn a Buitenboys és az Omniworld ifiakadémiáján is megfordult, mielőtt 2006-ban az FC Utrechthez került volna. Az első csapatban 2011. május 15-én, egy AZ elleni bajnokin mutatkozott be. 2012. március 30-án, az SBV Excelsior ellen két gólt szerzett. A 2012-13-as szezonban állandó tagja lett a csapat védelmének, 31 bajnokin pályára lépve és négy gólt szerezve. Az idény végén az FC Utrecht legjobb játékosának is megválasztották.

### Ajax
2013. július 5-én 3,8 millió euróért leigazolta az AFC Ajax,  négyéves szerződést kötve vele. Július 13-án, egy RKC Waalwijk elleni barátságos meccsen mutatkozott be, végigjátszva a második félidőt. Első gólját szintén egy barátságos meccsen szerezte, a Willem II ellen. Tétmeccsen a Feyenoord elleni rangadón lépett pályára először, a 88. percben csereként beállva.

### Swansea City
2016. július 6-án leigazolta a Swansea City, ahol három évre írt alá. Augusztus 23-án, egy Peterborough United elleni Ligakupa-meccsen debütált.

### Arminia Bielefeld
2020 szeptemberében három évre írt alá az Arminia Bielefeld csapatához.

### Visszatérve az Utrechtbe
2021. augusztus 18-án visszatért nevelőklubjába az Utrecht együtteséhez.

### A válogatottban
Van der Hoorn 2013. február 5-én, egy Horvátország elleni barátságos meccsen mutatkozott be a holland U21-es válogatottban. Bekerült a 2013-as U21-es Eb-re utazó keretbe. A tornán két mérkőzésen lépett pályára, mielőtt csapata az elődöntőben kiesett volna, Olaszország ellen.
2013. március 6-án a felnőtt válogatottba is behívták, egy Kína és Indonézia elleni barátságos meccsre, de a végső keretbe nem került be.